# World Cup 2006 (Tischtennis)
| 2005 ← World Cup → 2007 | 2005 ← World Cup → 2007    | 2005 ← World Cup → 2007        |
| ----------------------- | -------------------------- | ------------------------------ |
|                         | Männer                     | Frauen                         |
| Datum                   | 27.–29.10.                 | 29.09.–01.10.                  |
| Ort                     | Paris                      | Ürümqi                         |
| Auflage                 | 27                         | 10                             |
| Sieger                  | Ma Lin Wang Hao Wang Liqin | Guo Yan Zhang Yining Li Jiawei |

Der Tischtennis-World Cup 2006 fand für die Männer in seiner 27. Austragung vom 27. bis 29. Oktober im französischen Paris und für die Frauen in seiner 10. Austragung vom 29. September bis 1. Oktober im chinesischen Ürümqi statt. Gold ging an Ma Lin und Guo Yan aus China.

## Modus
An jedem Wettbewerb nahmen 16 Sportler teil, die auf vier Gruppen mit je vier Sportlern aufgeteilt wurden. Die Gruppenersten und -zweiten rückten in die im K.O.-Modus ausgetragene Hauptrunde vor. Die Halbfinal-Verlierer trugen ein Spiel um Platz 3 aus.

## Teilnehmer
| Pos. | Männer            | WRL-Pos. | TN | Frauen                | WRL-Pos. | TN |
| ---- | ----------------- | -------- | -- | --------------------- | -------- | -- |
| 1    | Ma Lin            | 3        | 8  | Guo Yan               | 3        | 2  |
| 2    | Wang Hao          | 4        | 4  | Zhang Yining          | 1        | 6  |
| 3    | Wang Liqin        | 1        | 8  | Li Jiawei             | 7        | 6  |
| 4    | Vladimir Samsonov | 5        | 9  | Tie Yana              | 4        | 5  |
| 5    | Chen Weixing      | 9        | 2  | Ai Fukuhara           | 14       | 2  |
| 5    | Chuang Chih-Yuan  | 13       | 5  | Kim Kyung-ah          | 10       | 4  |
| 5    | Kalinikos Kreanga | 11       | 9  | Li Xiaoxia            | 6        | 1  |
| 5    | Werner Schlager   | 12       | 7  | Wiktoryja Paulowitsch | 18       | 3  |
| 9    | Timo Boll         | 2        | 5  | Gao Jun               | 13       | 7  |
| 9    | Patrick Chila     | 31       | 5  | Lin Ling              | 12       | 3  |
| 9    | Damien Éloi       | 35       | 3  | Liu Jia               | 21       | 4  |
| 9    | Jean-Michel Saive | 17       | 16 | Wang Chen             | 51       | 3  |
| 13   | Bence Csaba       | 262      | 2  | Li Karen              | 126      | 1  |
| 13   | William Henzell   | 141      | 2  | Bacent Osman          | 373      | 1  |
| 13   | El-Sayed Lashin   | 149      | 2  | Lígia Silva           | 232      | 1  |
| 13   | Liu Song          | 84       | 3  | Nicole Struse         | 22       | 3  |

## Männer

### Gruppenphase

#### Gruppe 1
|                   | Ergebnis |                   |
| ----------------- | -------- | ----------------- |
| Chen Weixing      | 4:1      | William Henzell   |
| Wang Liqin        | 4:0      | Jean-Michel Saive |
| Wang Liqin        | 4:2      | Chen Weixing      |
| Jean-Michel Saive | 4:1      | William Henzell   |
| Wang Liqin        | 4:1      | William Henzell   |
| Chen Weixing      | 4:3      | Jean-Michel Saive |

| Platz | Spieler           | Spiele | Sätze | Punkte |
| ----- | ----------------- | ------ | ----- | ------ |
| 1     | Wang Liqin        | 3      | 12:2  | 6      |
| 2     | Chen Weixing      | 3      | 10:8  | 5      |
| 3     | Jean-Michel Saive | 3      | 7:9   | 4      |
| 4     | William Henzell   | 3      | 2:12  | 3      |

#### Gruppe 2
|                                              | Ergebnis |                    |
| -------------------------------------------- | -------- | ------------------ |
| Uladsimir Samsonau (engl. Vladimir Samsonov) | 4:1      | El-Sayed Lashin    |
| Timo Boll                                    | 2:4      | Kalinikos Kreanga  |
| Timo Boll                                    | 2:4      | Uladsimir Samsonau |
| Kalinikos Kreanga                            | 4:1      | El-Sayed Lashin    |
| Timo Boll                                    | 4:0      | El-Sayed Lashin    |
| Uladsimir Samsonau                           | 4:1      | Kalinikos Kreanga  |

| Platz | Spieler                                      | Spiele | Sätze | Punkte |
| ----- | -------------------------------------------- | ------ | ----- | ------ |
| 1     | Uladsimir Samsonau (engl. Vladimir Samsonov) | 3      | 12:4  | 6      |
| 2     | Kalinikos Kreanga                            | 3      | 9:7   | 5      |
| 3     | Timo Boll                                    | 3      | 8:8   | 4      |
| 4     | El-Sayed Lashin                              | 3      | 2:12  | 3      |

#### Gruppe 3
|                 | Ergebnis |                 |
| --------------- | -------- | --------------- |
| Werner Schlager | 4:2      | Liu Song        |
| Ma Lin          | 4:3      | Patrick Chila   |
| Ma Lin          | 4:2      | Werner Schlager |
| Patrick Chila   | 4:3      | Liu Song        |
| Ma Lin          | 4:0      | Liu Song        |
| Werner Schlager | 4:1      | Patrick Chila   |

| Platz | Spieler         | Spiele | Sätze | Punkte |
| ----- | --------------- | ------ | ----- | ------ |
| 1     | Ma Lin          | 3      | 12:5  | 6      |
| 2     | Werner Schlager | 3      | 10:7  | 5      |
| 3     | Patrick Chila   | 3      | 8:11  | 4      |
| 4     | Liu Song        | 3      | 5:12  | 3      |

#### Gruppe 4
|                  | Ergebnis |                  |
| ---------------- | -------- | ---------------- |
| Chuang Chih-Yuan | 4:0      | Bence Csaba      |
| Wang Hao         | 4:2      | Damien Éloi      |
| Wang Hao         | 4:0      | Chuang Chih-Yuan |
| Damien Éloi      | 4:1      | Bence Csaba      |
| Wang Hao         | 4:1      | Bence Csaba      |
| Chuang Chih-Yuan | 4:1      | Damien Éloi      |

| Platz | Spieler          | Spiele | Sätze | Punkte |
| ----- | ---------------- | ------ | ----- | ------ |
| 1     | Wang Hao         | 3      | 12:3  | 6      |
| 2     | Chuang Chih-Yuan | 3      | 8:5   | 5      |
| 3     | Damien Éloi      | 3      | 7:9   | 4      |
| 4     | Bence Csaba      | 3      | 2:12  | 3      |

### Hauptrunde
|  | Viertelfinale                                | Viertelfinale      |            |                    | Halbfinale       | Halbfinale |  |  | Finale | Finale |
|  |                                              |                    |            |                    |                  |            |  |  |        |        |
|  |                                              |                    |            |                    |                  |            |  |  |        |        |
|  | Wang Liqin                                   | 4                  |            |                    |                  |            |  |  |        |        |
|  | Wang Liqin                                   | 4                  |            |                    |                  |            |  |  |        |        |
|  | Chuang Chih-Yuan                             | 0                  |            |                    |                  |            |  |  |        |        |
|  | Chuang Chih-Yuan                             | 0                  | Wang Liqin | 0                  |                  |            |  |  |        |        |
|  |                                              |                    | Wang Liqin | 0                  |                  |            |  |  |        |        |
|  |                                              | Ma Lin             | 4          |                    |                  |            |  |  |        |        |
|  | Kalinikos Kreanga                            | Ma Lin             | 4          | 1                  |                  |            |  |  |        |        |
|  | Kalinikos Kreanga                            |                    |            | 1                  |                  |            |  |  |        |        |
|  | Ma Lin                                       | 4                  |            |                    |                  |            |  |  |        |        |
|  |                                              |                    | Ma Lin     | 4                  |                  |            |  |  |        |        |
|  |                                              |                    |            | Wang Hao           | 3                |            |  |  |        |        |
|  | Wang Hao                                     | 4                  |            |                    |                  |            |  |  |        |        |
|  | Werner Schlager                              | 1                  |            |                    |                  |            |  |  |        |        |
|  | Werner Schlager                              | 1                  | Wang Hao   | 4                  |                  |            |  |  |        |        |
|  |                                              |                    | Wang Hao   | 4                  | Spiel um Platz 3 |            |  |  |        |        |
|  |                                              | Uladsimir Samsonau | 0          |                    |                  |            |  |  |        |        |
|  | Chen Weixing                                 | Uladsimir Samsonau | 0          | 1                  | Wang Liqin       | 4          |  |  |        |        |
|  | Chen Weixing                                 |                    |            | 1                  | Wang Liqin       | 4          |  |  |        |        |
|  | Uladsimir Samsonau (engl. Vladimir Samsonov) | 4                  |            | Uladsimir Samsonau | 3                |            |  |  |        |        |
|  | Uladsimir Samsonau (engl. Vladimir Samsonov) | 4                  |            |                    | 3                |            |  |  |        |        |
|  |                                              |                    |            |                    |                  |            |  |  |        |        |

## Frauen

### Gruppenphase

#### Gruppe 1
|              | Ergebnis |              |
| ------------ | -------- | ------------ |
| Zhang Yining | 4:0      | Ai Fukuhara  |
| Gao Jun      | 4:0      | Bacent Osman |
| Zhang Yining | 4:2      | Gao Jun      |
| Ai Fukuhara  | 4:0      | Bacent Osman |
| Zhang Yining | 4:0      | Bacent Osman |
| Gao Jun      | 2:4      | Ai Fukuhara  |

| Platz | Spieler      | Spiele | Sätze | Punkte |
| ----- | ------------ | ------ | ----- | ------ |
| 1     | Zhang Yining | 3      | 12:2  | 6      |
| 2     | Ai Fukuhara  | 3      | 8:6   | 5      |
| 3     | Gao Jun      | 3      | 8:8   | 4      |
| 4     | Bacent Osman | 3      | 0:12  | 3      |

#### Gruppe 2
|                       | Ergebnis |                       |
| --------------------- | -------- | --------------------- |
| Guo Yan               | 4:0      | Wiktoryja Paulowitsch |
| Lin Ling              | 4:0      | Lígia Silva           |
| Guo Yan               | 4:1      | Lin Ling              |
| Wiktoryja Paulowitsch | 4:0      | Lígia Silva           |
| Guo Yan               | 4:0      | Lígia Silva           |
| Lin Ling              | 2:4      | Wiktoryja Paulowitsch |

| Platz | Spieler               | Spiele | Sätze | Punkte |
| ----- | --------------------- | ------ | ----- | ------ |
| 1     | Guo Yan               | 3      | 12:1  | 6      |
| 2     | Wiktoryja Paulowitsch | 3      | 8:6   | 5      |
| 3     | Lin Ling              | 3      | 7:8   | 4      |
| 4     | Lígia Silva           | 3      | 0:12  | 3      |

#### Gruppe 3
|               | Ergebnis |               |
| ------------- | -------- | ------------- |
| Tie Yana      | 4:0      | Nicole Struse |
| Li Jiawei     | 4:0      | Wang Chen     |
| Tie Yana      | 4:0      | Li Jiawei     |
| Nicole Struse | 2:4      | Wang Chen     |
| Tie Yana      | 4:1      | Wang Chen     |
| Li Jiawei     | 4:2      | Nicole Struse |

| Platz | Spieler       | Spiele | Sätze | Punkte |
| ----- | ------------- | ------ | ----- | ------ |
| 1     | Tie Yana      | 3      | 12:1  | 6      |
| 2     | Li Jiawei     | 3      | 8:6   | 5      |
| 3     | Wang Chen     | 3      | 5:10  | 4      |
| 4     | Nicole Struse | 3      | 4:12  | 3      |

#### Gruppe 4
|              | Ergebnis |              |
| ------------ | -------- | ------------ |
| Li Xiaoxia   | 3:4      | Liu Jia      |
| Kim Kyung-ah | 4:0      | Li Karen     |
| Li Xiaoxia   | 4:3      | Kim Kyung-ah |
| Liu Jia      | 4:1      | Li Karen     |
| Li Xiaoxia   | 4:0      | Li Karen     |
| Kim Kyung-ah | 4:1      | Liu Jia      |

| Platz | Spieler      | Spiele | Sätze | Punkte |
| ----- | ------------ | ------ | ----- | ------ |
| 1     | Kim Kyung-ah | 3      | 11:5  | 5      |
| 2     | Li Xiaoxia   | 3      | 11:7  | 5      |
| 3     | Liu Jia      | 3      | 9:8   | 5      |
| 4     | Li Karen     | 3      | 1:12  | 3      |

### Hauptrunde
|  | Viertelfinale         | Viertelfinale |              |          | Halbfinale       | Halbfinale |  |  | Finale | Finale |
|  |                       |               |              |          |                  |            |  |  |        |        |
|  |                       |               |              |          |                  |            |  |  |        |        |
|  | Zhang Yining          | 4             |              |          |                  |            |  |  |        |        |
|  | Zhang Yining          | 4             |              |          |                  |            |  |  |        |        |
|  | Wiktoryja Paulowitsch | 0             |              |          |                  |            |  |  |        |        |
|  | Wiktoryja Paulowitsch | 0             | Zhang Yining | 4        |                  |            |  |  |        |        |
|  |                       |               | Zhang Yining | 4        |                  |            |  |  |        |        |
|  |                       | Li Jiawei     | 2            |          |                  |            |  |  |        |        |
|  | Li Jiawei             | Li Jiawei     | 2            | 4        |                  |            |  |  |        |        |
|  | Li Jiawei             |               |              | 4        |                  |            |  |  |        |        |
|  | Kim Kyung-ah          | 3             |              |          |                  |            |  |  |        |        |
|  |                       |               | Zhang Yining | 3        |                  |            |  |  |        |        |
|  |                       |               |              | Guo Yan  | 4                |            |  |  |        |        |
|  | Tie Yana              | 4             |              |          |                  |            |  |  |        |        |
|  | Ai Fukuhara           | 0             |              |          |                  |            |  |  |        |        |
|  | Ai Fukuhara           | 0             | Tie Yana     | 2        |                  |            |  |  |        |        |
|  |                       |               | Tie Yana     | 2        | Spiel um Platz 3 |            |  |  |        |        |
|  |                       | Guo Yan       | 4            |          |                  |            |  |  |        |        |
|  | Li Xiaoxia            | Guo Yan       | 4            | 1        | Li Jiawei        | 4          |  |  |        |        |
|  | Li Xiaoxia            |               |              | 1        | Li Jiawei        | 4          |  |  |        |        |
|  | Guo Yan               | 4             |              | Tie Yana | 1                |            |  |  |        |        |
|  | Guo Yan               | 4             |              |          | 1                |            |  |  |        |        |
|  |                       |               |              |          |                  |            |  |  |        |        |

## Sonstiges
Bei den Männern gingen zum ersten und letzten Mal seit 1983 alle Medaillen an Spieler eines Verbands (seit 2008 nehmen nur noch maximal zwei Spieler pro Verband teil, solange kein dritter durch eine Wildcard hinzukommt).
Mit 7 World-Cup-Teilnahmen stellte Gao Jun bei den Frauen einen neuen Rekord auf.